# 漳州話詞彙
漳州話詞彙（西班牙語：Vocabulario de la Lengua Chio Chiu；臺羅：Tsiang-tsiu-uā sû-huē）是一本在17世紀的北台灣及菲律賓等地西班牙人傳教士所編寫的漳州語詞彙爲主的專書，作者不詳。

## 內容主旨
書内所記載的語言是以拉丁字母拼寫的漳州話詞條爲主，用西班牙語註寫、並加註有相關的漢字；另外約有三分之一的詞彙，也兼及註記當時的滿清官話拉丁字母拼音。本書收藏於菲律賓聖多瑪斯大學；而成書時間約在西班牙人殖民北臺灣時期1626年至1642年之間。比起1711年開始編的康熙字典，本書的編寫比之還要早近百年。全書厚達千頁、2萬1千多個字詞，收入各種數量的漳州話爲主的分類字詞、年月用語、市井粗話等全方位的閩南語字詞。蒐羅的字詞比漳州話語法（Arte de la Lengua Chio Chiu）一書有10倍之多。本書與漳州話語法一書都是學者研究17世紀的北台灣及菲律賓等地區漳州人爲主的閩南人語言之重要文獻。

## 參閲
- 常來人
- 閩南語拉丁化

## 外部連結
- 中研院公佈400年前《漳州話詞彙》：17世紀的人怎麼講閩南語？ （页面存档备份，存于）
- YouTube上的中研院菲國發現 數百年前”漳州話詞彙”手稿
- YouTube上的四百年前的閩南語
- YouTube上的闽南话泉州漳州用词差异对比